# Software (Band)

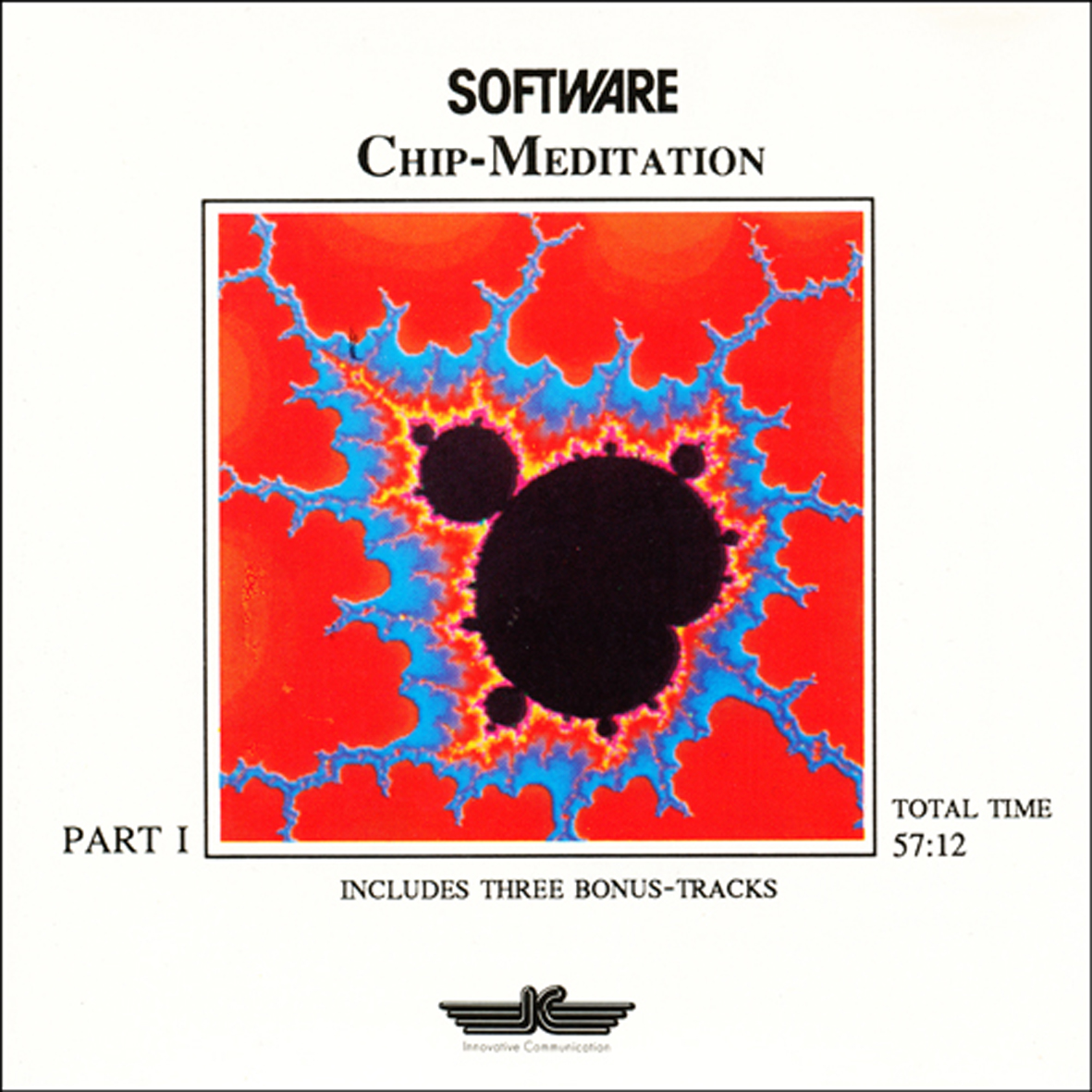
Plattencover zu SOFTWARE-Music (Mergener&Weisser) erschienen auf dem Label Innovative Communication 1985

Software ist ein intermediales Kunstprojekt, das Musik mit Bildern und Poesie verknüpft. Die Vision für „Software“ (die Sprache von morgen) basiert auf dem Science-Fiction-Roman Syn-Code-7 und dem Langzeit-Projekt „ComputerKultur“ des Künstlers Michael Weisser.  In diesem Roman über ein biotechnologisch geprägtes Utopia sind visionäre Kuppelprojektionen beschrieben, die elektronische Musik mit abstrakten Bildern und einer neuen Art von High-Tech-Poesie zu einem Gesamtkunstwerk verbinden.

## Geschichte
Musikalisch umgesetzt wurde die Idee durch das Duo Peter Mergener (* 1951) und Michael Weisser (* 1948), das unter Mergener&Weisser 1982 begann, ausschließlich Elektronische Musik zu komponieren und aufzuführen. 1983–85 entstanden drei Musik-Alben, die als LPs auf dem Label IC – Innovative Communication erschienen.
Mit dem Aufkommen des digitalen Tonträgers CD ging das Duo Mergener&Weisser 1984 in der Formation Software auf und startete mit der LP/CD Chip Mediation.
Alle Alben der Formation erschienen unter dem Label IC/Innovative Communication, das 1978 vom Elektro-Musiker Klaus Schulze gegründet wurde und auf dem zahlreiche weitere Musiker, darunter auch ab 1980 die NDW-Gruppe Ideal, vertreten waren.
In den Jahren 1990 bis 1992 produzierte Weisser vier Alben unter dem Namen SOFTWARE mit unterschiedlicher Besetzung: Fragrance mit Klaus Schulze (1947–2022) und Georg Stettner (* 1970) und Modesty-Blaze I. und II. sowie Cave mit Billy Byte (alias Stephan Töteberg).
Im Jahr 1999 wurde das Software-Projekt beendet. Peter Mergener komponiert und spielt weiterhin elektronische Musik, während Michael Weisser als Künstler mit neuen, digitalen Medien arbeitet, in die Software-Kompositionen über QR-Codes einbezogen werden.

## Artwork – Computerkunst
Die Musikformation Software setzte sich konzeptionell mit dem aufkommenden Thema „Computerkultur“ auseinander. Software-Cover und das Artwork aller Tonträger (LP, MC, CD) zeigten Grafiken von Computerkünstlern wie MAPART (Heinz-Otto Peitgen), Herbert W. Franke, Jürgen Brickmann, Able Image Research, Yoichiro Kawaguchi, Nelson L. Max, David Sherwin, Andy Kopra, Mental Images.
Mit diesem Konzept präsentierte sich Software im Schwerpunkt auf Kunstausstellungen wie beim IBM-Forschungsprojekt „Gesang der Electronen“ (1985), „artware“ (zusammen mit Klaus Geldmacher) 1987, „Digitale Kunst“ (Rathaus Bayreuth) 1988 und mit den beiden Projektionen im Planetarium Bochum (1988) und im Allsky des Planetariums in Stuttgart (1989).
In der Phantastischen Bibliothek des Suhrkamp-Verlags erschien mit dem Science-Fiction-Roman „Dea-Alba“ (Herbert W. Franke und Michael Weisser) als verlagserster Medien-Hybrid ein Taschenbuch mit Musikkassette (Computermusik von Software (Mergener&Weisser)).

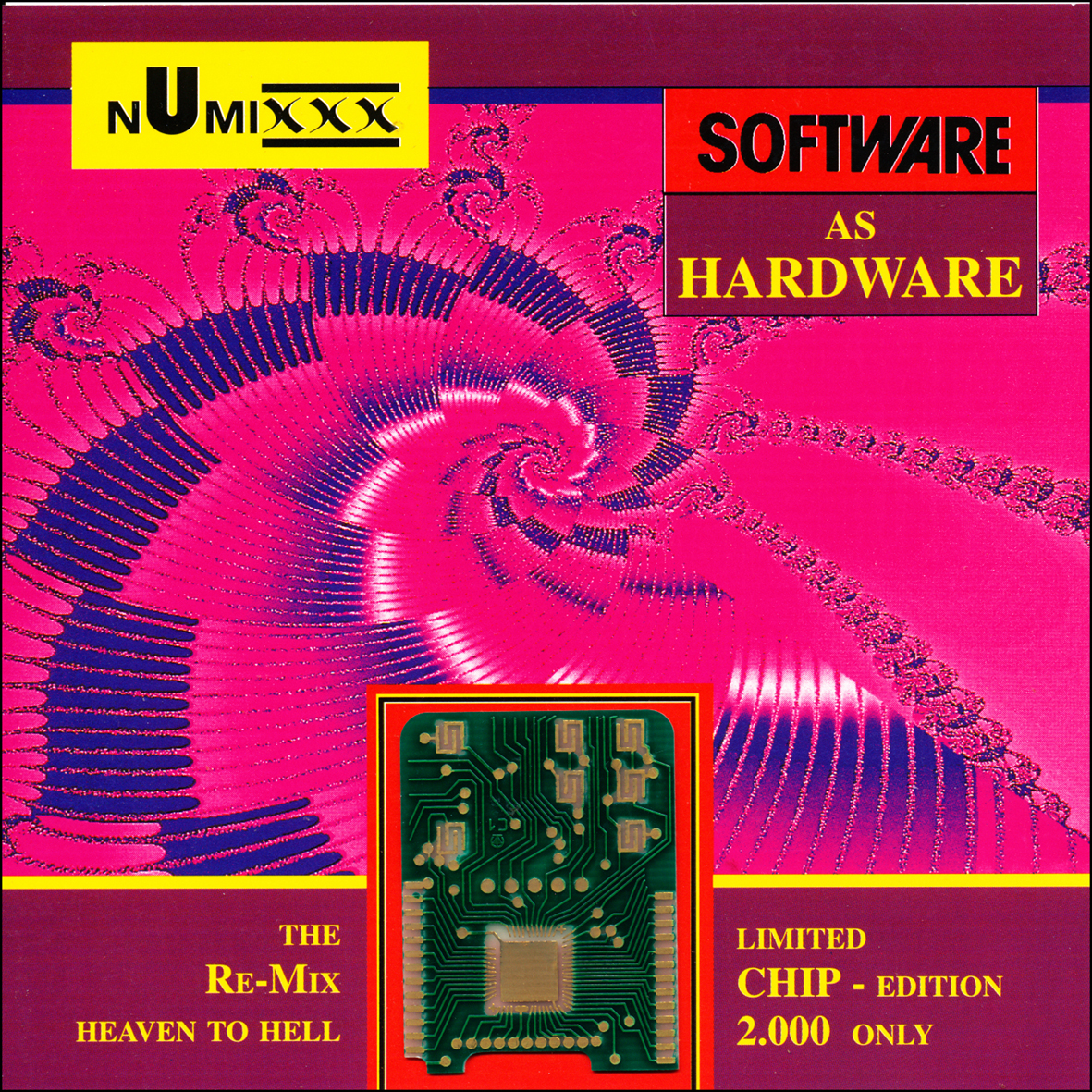
Plattencover der Musikproduktion SOFTWARE as hardware von SOFTWARE (nUmixxx/Pauli&Weisser), erschienen auf dem Label IC – Innovative Communication 1995, Limited Edition mit Chip von NASA

## Diskografie (vollständig)
Die Formation: Mergener&Weisser
- 1983: Beam Scape (Mergener&Weisser)
- 1984: Phancyful Fire (Mergener&Weisser)
- 1985: Night-Light (Mergener&Weisser)

Mergener&Weisser, Weisser und andere als Software
- 1985: Chip Meditation I
- 1985: Electronic Universe I
- 1987: Past-Present-Future I
- 1987: Past-Present-Future II
- 1987: Syn-Code
- 1988: Digital Dance
- 1988: Electronic Universe II
- 1988: Software Visions
- 1988: Dea Alba (als Kassettenbuch bei Suhrkamp)
- 1990: Chip Meditation II
- 1989: Visions, 3rd Dimension Live
- 1990: Ocean
- 1990: Fragrance (Stettner&Schulze&Weisser)
- 1991: Modesty-Blaze I (Toeteberg&Weisser)
- 1992: Modesty-Blaze II (Toeteberg&Weisser)
- 1992: Software Visions
- 1993: Space Design
- 1993: Cave (Toeteberg&Weisser)
- 1994: Ten Years –Best of Software
- 1994: Brain-Food-Music
- 1995: Heaven to Hell (mit gregorianischen Fragmenten)
- 1995: Software as Hardware (nUmixxx/Pauli&Weisser)
- 1997: Sky-Dive
- 1998: Fire-Works
- 1999: Mystic Millennium I (Software u. a.)
- 1999: Mystic Millennium II (Software u. a.)
- 2007: Spring Visions (Sampler Edition)
- 2008: Sun Storm (Sampler Edition)
- 2017: Electronic Music Edition[9]

sowie Einzeltitel auf internationalen Compilations

## Sammlung der Software-Alben
- ZKM | Zentrum für Kunst und Medien (Archiv ComputerKultur Sammlung Weisser)
- Kunsthalle Bremen (Archiv ComputerKultur Sammlung Weisser)